# Ficus densistipulata
Ficus densistipulata är en mullbärsväxtart som beskrevs av De Wild.. Ficus densistipulata ingår i släktet fikonsläktet, och familjen mullbärsväxter. Inga underarter finns listade i Catalogue of Life.